# Adonisea spinosae
Adonisea spinosae är en fjärilsart som beskrevs av Achille Guenée 1852. Adonisea spinosae ingår i släktet Adonisea och familjen nattflyn. Inga underarter finns listade i Catalogue of Life.